# Улянув (гміна)
Гміна Улянув (пол. Gmina Ulanów) — місько-сільська гміна у східній Польщі. Належить до Ніжанського повіту Підкарпатського воєводства.
Станом на 31 грудня 2011 у гміні проживало 8660 осіб.

## Територія
Згідно з даними за 2007 рік площа гміни становила 119.56 км², у тому числі:
- орні землі: 52.00%
- ліси: 41.00%

Таким чином, площа гміни становить 15.22% площі повіту.

## Населення
Станом на 31 грудня 2011:
| Опис     | Загалом | Загалом | Чоловіки | Чоловіки | Жінки | Жінки |
| -------- | ------- | ------- | -------- | -------- | ----- | ----- |
| одиниця  | осіб    | %       | осіб     | %        | осіб  | %     |
| все      | 8660    | 100     | 4331     | 50.01    | 4329  | 49.99 |
| міське   | 1483    | 100     | 723      | 48.75    | 760   | 51.25 |
| сільське | 7177    | 100     | 3608     | 50.27    | 3569  | 49.73 |

## Солтиства
Білинець, Білини, Борки, Буковина, Дубровиця, Дубрівка, Гута Деренгівська, Глинянка, Курина Мала, Курина Середня, Курина Велика, Вілька Білинська, Вілька Таневська.

## Сусідні гміни
Гміна Улянув межує з такими гмінами: Гарасюкі, Кшешув, Нисько, Пишниця, Рудник-над-Сяном, Яроцин.